# Comtés unis de Stormont, Dundas et Glengarry

Les Comtés unis de Stormont, Dundas et Glengarry sont un comté et une division de recensement de l'Est de l'Ontario. Le bureau-chef est à Cornwall.
La province voisine est le Québec à l'est et l'État de New York au sud. 
Au recensement de 2016 on y a dénombré une population de 110 399 personnes.
Les deux communautés linguistiques se composent de :
- 88 175 Anglophones soit 79 % de la population ;
- 22 680 francophones soit 20 % de Franco-Ontariens[1].

## Histoire
Le comté comprend six des huit cantons royaux originaux du Haut-Canada : Lancaster, Charlottenburgh, Cornwall, Osnabruck, Willamsburgh et Matilda. Ces six cantons furent divisés en douze peu après leur création. Chaque ensemble de quatre cantons devinrent un des trois comtés séparés :
- Lancaster, Charlottenburgh, Kenyon et Lochiel devinrent Glengarry
- Cornwall, Osnabruck, Finch et Roxborough devinrent Stormont
- Williamsburgh, Matilda, Winchester et Mountain devinrent Dundas.

Ces trois comtés s'unirent plus tard pour former le comté actuel.

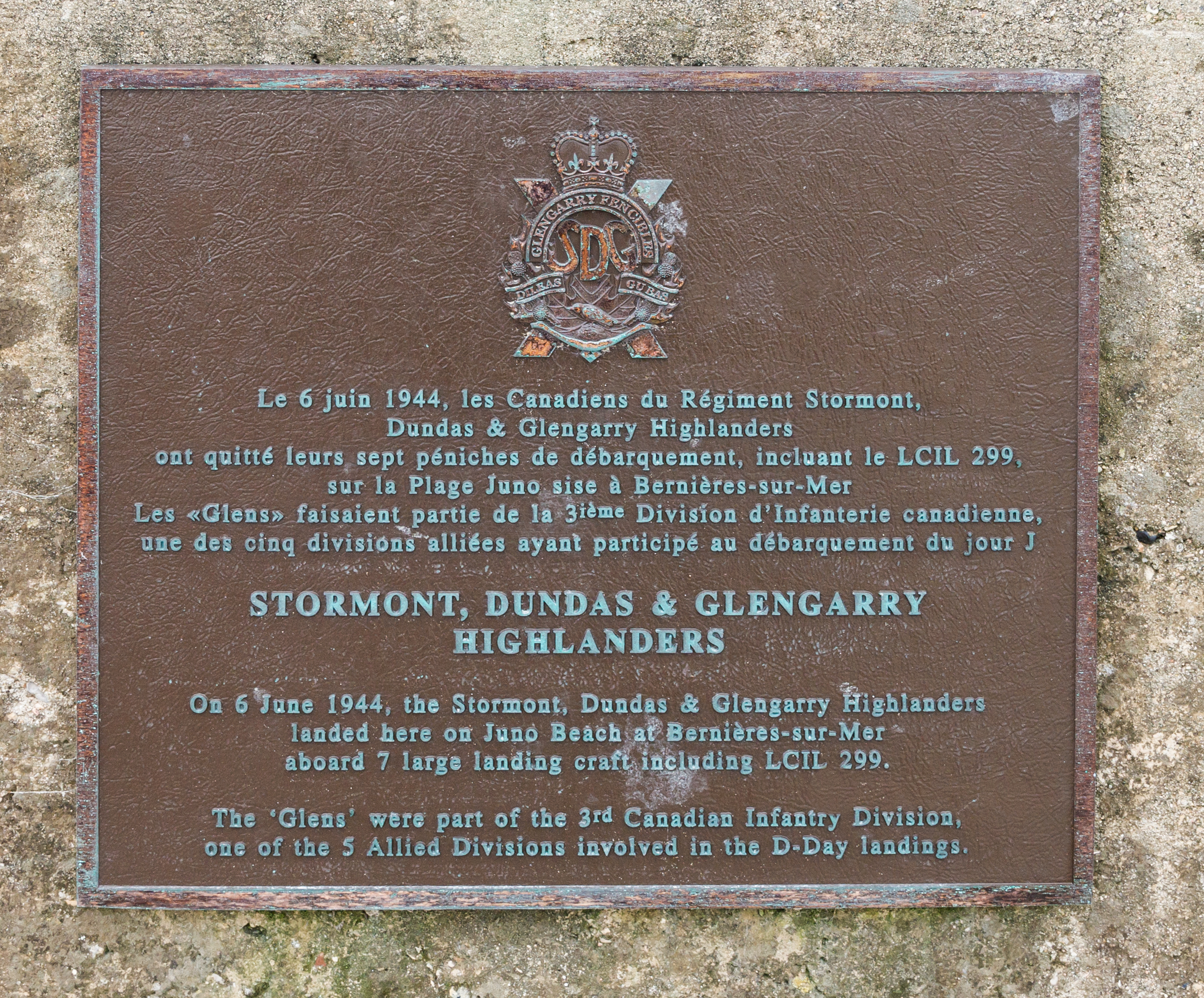
Plaque en hommage aux héros Highlanders des comtés unis SDG, Juno Beach, Calvados, Normandie, France.

## Municipalités
Les comtés unis sont composés de six cantons et d'une ville :
Ville
- Cornwall

Cantons
- North Dundas
- Glengarry Nord
- North Stormont
- South Dundas
- South Glengarry
- South Stormont